# 188
188（百八十八、ひゃくはちじゅうはち）は自然数、また整数において、187の次で189の前の数である。

## 性質
- 188は合成数であり、約数は 1, 2, 4, 47, 94と 188 である。
  - 約数の和は336。
- 各位の和が17になる4番目の数である。1つ前は179、次は197。
- 各位の平方和が129になる最小の数である。次は478。(オンライン整数列大辞典の数列 A003132)
  - 各位の平方和が n になる最小の数である。1つ前の128は88、次の130は79。(オンライン整数列大辞典の数列 A055016)
- 異なる2つの素数の和5通りで表せる最大の数である。1つ前は166。(オンライン整数列大辞典の数列 A080854)
188 = 7 + 181 = 31 + 157 = 37 + 151 = 61 + 127 = 79 + 109
  - 2つの素数の和5通りで表せる最大の数である。1つ前は164。(オンライン整数列大辞典の数列 A067191)
- 188 = 22 × 47
  - 2つの異なる素因数の積で p2 × q の形で表せる26番目の数である。1つ前は175、次は207。(オンライン整数列大辞典の数列 A054753)
- n = 188 のとき n と n + 1 を並べた数を作ると素数になる。n と n + 1 を並べた数が素数になる25番目の数である。1つ前は186、次は192。(オンライン整数列大辞典の数列 A030457)

## その他 188 に関連すること
- 第188代ローマ教皇は、ニコラウス3世（在位：1277年11月25日～1280年8月22日）である。
- ISO 3166-1（JIS X 0304 国名コード）の188は、コスタリカ。
- 年始から数えて（平年の）188日目は7月7日。通称七夕。
- ロッキード L-188 エレクトラは、アメリカのロッキード製の旅客機。
- 第188機甲旅団 は、イスラエル陸軍の機甲旅団。
- 第188旅団支援大隊 は、アメリカ陸軍第18野戦砲兵旅団隷下の大隊。
- ゴールズボロー(USS Goldsborough, DD-188)は、アメリカ海軍の駆逐艦。
- オニール(USS O'Neill, DE-188)は、アメリカ海軍の護衛駆逐艦。
- サーゴ(USS Sargo, SS-188)は、アメリカ海軍の潜水艦。
- ベル D-188Aは、アメリカのベル・エアクラフト社がアメリカ空軍向けに開発していた戦闘機。
- ユンカース Ju 188は、第二次世界大戦中のドイツ空軍の爆撃機。
- 日本の市内局番なしの電話番号「188番」は、消費者トラブルに対し、地元の消費生活センターや自治体の消費者相談窓口を案内するサービスである「消費者ホットライン」。